# Charles Dumont (maire)
 (mai 2019).
Si vous disposez d'ouvrages ou d'articles de référence ou si vous connaissez des sites web de qualité traitant du thème abordé ici, merci de compléter l'article en donnant les références utiles à sa vérifiabilité et en les liant à la section « Notes et références ».
Pour les articles homonymes, voir Charles Dumont et Dumont.
Charles Dumont, né à Calais  le 18 juin 1850  et mort à Dijon  le 17 octobre 1922 est un industriel et homme politique dijonnais, maire de la ville de Dijon pendant la Première Guerre mondiale.

## Biographie

### Entrepreneur
Ancien combattant de la  Guerre de 1870, Charles Dumont devient en 1880 directeur de la fabrique d'encre Gardot et crée la société "Produits Dumont" (moutarde, alcools, parfum), lesquelles emploient jusqu'à cent salariés. Il est conseiller municipal de 1888 à 1892 et président de la Chambre de commerce de 1903 à 1907. Il est alors nommé conseiller du commerce extérieur par le gouvernement. 

### Maire de Dijon
Il remporte les élections municipales en mai 1908 à la tête d'un bloc des "anticollectivistes" contre le maire socialiste précédent Henri Barabant, et met en place une politique à rebours de son prédécesseur, pour assainir les comptes de la ville: les impôts augmentent, le nombre de bénéficiaire des cantines gratuites diminue, l'aide au vieillards est limitée, mais il réussit à contenir l'opposition socialiste en créant une nouvelle crèche et une colonie de vacances. C'est sur l'éducation que le nouveau maire met principalement l'accent. Les 19 écoles et maternelles sont agrandies, rénovées, et le budget qui leur est consacré augmente de 18%.
Lorsque la guerre éclate en 1914, Charles Dumont entame un second mandat. Gestionnaire, il réorganise les transports et fait face aux contraintes de la guerre, organisant aussi un soutien aux familles les plus démunies encore davantage fragilisées par la mobilisation des pères et des maris.  
Pour assurer le ravitaillement de la ville, une commission spéciale est créée et la ville est divisée en 28 îlots avec à leur tête un des 16 conseillers municipaux non mobilisés ou des représentants "chargés de rechercher les familles nécessiteuses dans leur secteur".  Des cantines populaires sont instaurées, elles vont servir plus de 900 000 repas d’août 1914 à mars 1915; des magasins municipaux sont mis en place pour faire face aux problèmes de ravitaillement dus à la forte baisse de la production agricole. Afin de lutter contre la flambée des prix, Charles Dumont incite "ses concitoyens à signaler les négociants qui se livreraient à de tristes manœuvres de spéculation : leur nom sera affiché pour être voué à l’opprobre public". 
Dans le même temps , la ville doit faire face à un afflux de population : ville de garnison, Dijon devient un lieu de casernement (la municipalité attend l'arrivée de 20 000 hommes en 1914), de transit de troupes, d'accueil : on y recense 30 000 réfugiés en 1918, et l'on accueille blessés et services de l'arrière. La dernière année de guerre est particulièrement pénible. Les prix ont augmenté de 156 % pendant le conflit, provoquant la misère, et des grèves éclatent en 1918 sur les différents sites manufacturiers de la ville: Pernot, Petolat, Terrot, au PLM... 

L'épidémie de grippe espagnole entraîne à Dijon la mort de plusieurs dizaines de personnes. Pour lutter contre la propagation du virus, Charles Dumont signe un décret le 18 octobre 1919 prévoyant la fermeture des "salles de théâtre, de cinéma et de concert" jusqu'à nouvel ordre, mais aussi la désinfection des transports en commun et des lieux ouverts au publics :  
"tous les véhicules affectés aux transports en commun doivent être chaque jour lavés et désinfectés au moyen d’une solution antiseptique, comme le formol et le cresyl. C’est le cas également des locaux accueillant du public : gares, bureaux de poste, banques, etc" 
En 1919, il se retire à 69 ans après 12 ans au service de la ville, « avec la fierté du travail accompli ». Il meurt à son domicile, place Darcy, en 1922.

## Distinctions et décorations
- Chevalier de la Légion d'honneur
- Médaille militaire
- Une rue de Dijon, entre le Lycée technique du Castel et la Place du Président-Wilson, porte son nom.